# 巴妮·雅陶都
巴妮·雅陶都（羅馬化：Pany Yathotou；1951年2月18日—），苗族，老撾政治人物，現任老撾人民革命黨中央政治局委員、老撾人民民主共和國副主席。她曾擔任老撾人民民主共和國銀行行長、國會（副）主席等職務，是老撾史上第一名擔任國會主席的女性。

## 生平
巴妮在1951年2月18日生於老撾東北部的川壙省，父親是苗族司令員陶都（Thao Tou）。她在1959年至1975年期間到越南民主共和國（北越）留學，在當地先後完成小學、中學和學士學位課程，並於1975年在河內市獲頒金融學學士學位。回國後，她首先在1976年加入永珍市外貿銀行，擔任該行預算處副處長，然後於一年後加入老撾人民民主共和國銀行，擔任該行培訓中心主任（1977年－1978年），外匯局副局長（1978年－1979年）、局長（1980年－1982年），經濟計劃局局長（1982年－1983年）和投資建設局局長（1983－1985年）。她在1979年加入老撾人民革命黨。
巴妮在1986年就任老撾央行副行長，並於同年11月召開的老撾人革黨四大中當選老撾人革黨中央委員會候補委員:126。她又在1991年3月召開的老撾人革黨五大中升任黨中央委員:128，並於1988年至1992年期間以及1995年至1997年期間兩度出任央行行長，成為政府成員。
巴妮1996在3月召開的老撾人革黨六大和在2001年3月召開的老撾人革黨七大中連任黨中央委員:131, 139，然而她在1997年亞洲金融風暴期間被免去央行行長的職務，這被認為是和當局對金融危機處理手法的分歧有關。她在同年當選第四屆國會代表，並於1998年2月就任國會代表的同時獲任命為國會常務委員兼國會民族委員會主任。巴妮在2002年2月的國會代表選舉中成功連任，並於同年4月就職和升任國會副主席。
2006年3月，老撾人革黨八大召開，巴妮既連任黨中央委員，也成為老撾人革黨中央政治局首位女性委員和首位苗族委員，排名第十一:179。她既是女性，也是少數民族（苗族）黨員，她的當選可見黨為提升女性地位和促進民族融合的意向而努力:259。她在2006年4月再次參加第六屆國會代表選舉，在博利坎賽省選區參選並當選:180，並於當年6月8日就任第六屆國會代表的同時:261連任國會副主席。
2010年12月，政府總理波松·布帕萬突然辭職，由原國會主席通邢·塔馬馮接任，巴妮也因而接任國會主席一職。老撾第六屆國會第十次會議在12月23日通過了國會常務委員會的提案，確認了這項任命。她也在2011年3月召開的老撾人革黨九大和2016年老撾人革黨十大中連任黨中央委員和政治局委員，並於2016年4月20日連任國會主席。擔任國會主席期間，巴妮和其他政府高官原訂在2014年5月搭乘老撾人民軍的安-74飛機前往川壙省，卻因為在行前突然改變計劃，搭乘另一架飛機啟程而避過隨後發生的安-74飛機墜毀事故。
她在2021年3月當選老撾國家副主席，同時卸任國會主席，由原老撾建國陣線中央主席賽宋蓬·豐威漢接替。

## 荣誉

### 外国勋章奖章
- 旭日大绶章（日本，2022年11月3日公布[19]）

## 備註
1. ↑  一說巴妮在1982年至1986年期間一直擔任投資建設局局長[3]。